# Bullet Train (film)
Bullet Train is een Amerikaanse actiethriller uit 2022, onder regie van David Leitch. De film is gebaseerd op de roman Maria Beetle van Kōtarō Isaka. De hoofdrollen worden vertolkt door Brad Pitt, Joey King, Andrew Koji, Aaron Taylor-Johnson, Brian Tyree Henry, Zazie Beetz, Masi Oka, Michael Shannon, Logan Lerman, Hiroyuki Sanada, Karen Fukuhara, Bad Bunny en Sandra Bullock.

## Verhaal
Vijf huurmoordenaars bevinden zich op een Japanse hogesnelheidstrein en realiseren zich dat hun individuele opdrachten allemaal met elkaar verbonden zijn.

## Rolverdeling
- Brad Pitt als Ladybug
- Joey King als Prince
- Aaron Taylor-Johnson als Tangerine
- Brian Tyree Henry als Lemon
- Andrew Koji als Kimura
- Hiroyuki Sanada als The Elder
- Michael Shannon als White Death
- Sandra Bullock als Maria Beetle
- Bad Bunny als Wolf
- Logan Lerman als The Son
- Zazie Beetz als The Hornet
- Masi Oka als treinconducteur
- Karen Fukuhara als Kayda Izumi Concession Girl
- Pasha D. Lychnikoff als Alexei Ilyin
- Channing Tatum als passagier
- Ryan Reynolds als Carver

## Achtergrondinformatie
In juni 2020 kondigde Sony Pictures aan dat David Leitch de bewerking van de roman van Kōtarō Isaka zou gaan regisseren. In de volgende maand werd Brad Pitt gecast. In september werd Andrew Koji gecast, waarna Aaron Taylor-Johnson en Brian Tyree Henry in oktober aan het project werden toegevoegd. In november 2020 werd de cast uitgebreid met onder meer Zazie Beetz, Masi Oka, Michael Shannon, Logan Lerman en Hiroyuki Sanada.
De opnames gingen in oktober 2020 in Los Angeles van start en eindigden in maart 2021.

## Release
De film ging in première op 18 juli 2022 in Parijs. Bullet Train wordt in de Verenigde Staten uitgebracht op 5 augustus 2022 door Sony Pictures Releasing. De film zou in eerste instantie op 8 april 2022 verschijnen.